# Catherine Guesde
 (novembre 2022).
Pour les articles homonymes, voir Guesde.
Catherine Guesde est une critique musicale et musicienne, docteure en philosophie, née en 1984. Ses sujets de prédilection sont des genres musicaux populaires, marginaux et souvent radicaux tels que le metal extrême et la noise.

## Parcours
Catherine Guesde a fait des études de philosophie à l'École normale supérieure de Lyon et à l'EHESS. Elle a soutenu en 2019 sa thèse de doctorat en philosophie à l’Université Paris 1 Panthéon-Sorbonne, dont l'intitulé est « Au-delà du principe de plaisir : à l’écoute des musiques extrêmes », sous la direction de Danièle Cohn. Ses travaux portaient sur l'esthétique et la douleur dans l’écoute des musiques dites extrêmes (hardcore, black metal) et sur la manière dont celles-ci reconfigurent la question du plaisir musical.
Elle est membre des comités de rédaction de La Vie des idées (Books & Ideas) et de Volume ! La revue des musiques populaires. Elle est journaliste au sein de Magic puis de New Noise magazine.
Elle enseigne l’esthétique à l'université Paris 1 Panthéon-Sorbonne et est directrice des études à l’Institut supérieur des Beaux-Arts de Besançon,. Ses centres d'intérêt sont les genres musicaux populaires, marginaux et souvent radicaux tels que le metal extrême et la noise.
Elle est musicienne au sein du duo de guitares et effets M[[O]]ON (post-rock, drone), puis en solo guitare et effet sous le nom Cigvë (drone, folk, noise).

## Distinctions
- Prix du jeune chercheur de l'International Association for Popular Music Studies, branche francophone (IASPM-BFE)[1],[6] (2009)

## Principales publications

### Articles
- « L'éthique du hardcore », Multitudes, vol. 51(4),‎ 2012, p. 208-211
- « Inconfort et création », WikiCréation,‎ 11 juin 2016 (lire en ligne)
- « Approches du sauvage : la formation du goût pour le metal extrême », Volume !, vol. 181(1),‎ janvier 2021, p. 137-148

### Ouvrages
- Catherine Guesde et Pauline Nadrigny, The Most Beautiful Ugly Sound in the World, À l’écoute de la noise, Musica Falsa, coll. « Répercussions », 2018 [8],[9],[10]
- Penser avec le Punk, PUF, coll. « laviedesidées.fr », 31 août 2022, 112 p. (ISBN 978-2-13-083388-8)[11],[12],[13],[14],[15]